# Final da Copa Libertadores da América de 2016
A final da Copa Libertadores da América de 2016 foi a decisão da 57ª edição da Copa Libertadores da América. Ela foi disputada entre Atlético Nacional, da Colômbia e Independiente del Valle, do Equador. 
Foi a sétima final na história sem clubes brasileiros ou argentinos, sendo a primeira vez desde 1991. Naquela edição, o Colo-Colo, do Chile, foi campeão em cima do Olimpia, do Paraguai. Também foi a quarta vez em que nenhum dos dois clubes finalistas eram do Brasil, Argentina ou Uruguai, a primeira final bolivariana e a primeira final andina. Foi a primeira final do time equatoriano, enquanto que o Atlético Nacional tornou-se campeão pela segunda vez.

## Caminho até a final

### Segunda fase
| Equipe            | Pts | J | V | E | D | GP | GC | SG  |
| ----------------- | --- | - | - | - | - | -- | -- | --- |
| Atlético Nacional | 16  | 6 | 5 | 1 | 0 | 12 | 0  | +12 |
| Huracán           | 8   | 6 | 2 | 2 | 2 | 7  | 7  | 0   |
| Peñarol           | 5   | 6 | 1 | 2 | 3 | 5  | 11 | –8  |
| Sporting Cristal  | 4   | 6 | 1 | 1 | 4 | 9  | 15 | –6  |

| Equipe                  | Pts | J | V | E | D | GP | GC | SG  |
| ----------------------- | --- | - | - | - | - | -- | -- | --- |
| Atlético Mineiro        | 13  | 6 | 4 | 1 | 1 | 12 | 4  | +8  |
| Independiente del Valle | 11  | 6 | 3 | 2 | 1 | 7  | 4  | +3  |
| Colo-Colo               | 9   | 6 | 2 | 3 | 1 | 4  | 5  | –1  |
| Melgar                  | 0   | 6 | 0 | 0 | 6 | 2  | 12 | –10 |

### Fase final
| Adversário      | Local | Placar |
| --------------- | ----- | ------ |
| Huracán         | Fora  | 0–0    |
| Huracán         | Casa  | 4–2    |
| Rosário Central | Fora  | 0–1    |
| Rosário Central | Casa  | 3–1    |
| São Paulo       | Fora  | 2–0    |
| São Paulo       | Casa  | 2–1    |

| Adversário   | Local | Placar        |
| ------------ | ----- | ------------- |
| River Plate  | Casa  | 2–0           |
| River Plate  | Fora  | 0–1           |
| Pumas UNAM   | Casa  | 2–1           |
| Pumas UNAM   | Fora  | 1–2 (5–3 pen) |
| Boca Juniors | Casa  | 2–1           |
| Boca Juniors | Fora  | 3–2           |

## Detalhes

### Jogo de ida
| 20 de julho   | Independiente del Valle | 1 − 1     | Atlético Nacional | Estádio Olímpico Atahualpa, Quito            |
| 19:45 (UTC−5) | Mina 86'                | Relatório | Berrío 35'        | Público: 38 000 Árbitro: PAR Enrique Cáceres |

| Ind. del Valle | Atl. Nacional |

|                |    |                    |     |     |
|                |    |                    |     |     |
| G              | 1  | Daniel Azcona      |     |     |
| LD             | 20 | Christian Núñez    | 43' |     |
| Z              | 3  | Arturo Mina        |     |     |
| Z              | 4  | Luís Caicedo       | 78' |     |
| LE             | 23 | Emiliano Tellechea |     |     |
| M              | 15 | Mario Rizotto      | 57' |     |
| M              | 18 | Jefferson Orejuela |     |     |
| A              | 17 | Julio Angulo       |     | 69' |
| M              | 10 | Junior Sornoza     |     |     |
| A              | 11 | Bryan Cabezas      |     | 69' |
| A              | 19 | José Angulo        |     | 86' |
| Substituições: |    |                    |     |     |
| G              | 22 | Javier Nazareno    |     |     |
| Z              | 2  | Luis Fernando León |     |     |
| LE             | 6  | Luis Ayala         |     |     |
| M              | 16 | Jonathan Gonzáles  |     | 69' |
| M              | 27 | Dixon Arroyo       |     |     |
| A              | 7  | Jonny Uchuari      |     | 69' |
| A              | 25 | Miller Castillo    |     | 86' |
| Treinador:     |    |                    |     |     |
| Pablo Repetto  |    |                    |     |     |

|                |    |                     |       |     |
|                |    |                     |       |     |
| G              | 25 | Franco Armani       |       |     |
| LD             | 2  | Daniel Bocanegra    |       |     |
| Z              | 26 | Davinson Sánchez    | 79'   |     |
| Z              | 12 | Alexis Henríquez    |       |     |
| LE             | 19 | Farid Díaz          |       |     |
| M              | 8  | Diego Arias         |       |     |
| M              | 24 | Sebastián Pérez     | 19'   | 75' |
| A              | 28 | Orlando Berrío      |       |     |
| M              | 10 | Macnelly Torres     |       | 79' |
| A              | 29 | Marlos Moreno       |       | 88' |
| A              | 23 | Miguel Borja        |       |     |
| Substituições: |    |                     |       |     |
| G              | 26 | Cristian Bonilla    |       |     |
| Z              | 3  | Felipe Aguilar      |       |     |
| Z              | 6  | Edwin Velasco       |       |     |
| M              | 11 | Andrés Ibargüen     |       | 88' |
| M              | 14 | Elkin Blanco        |       | 79' |
| M              | 18 | Alejandro Guerra    | 90+3' | 75' |
| A              | 4  | Ezequiel Rescaldani |       |     |
| Treinador:     |    |                     |       |     |
| Reinaldo Rueda |    |                     |       |     |

| Assistentes: Eduardo Cardozo Milcíades Saldívar Arbitros assistentes adicionais: Ulises Mereles José Méndez Quarto árbitro: Roberto Cañete |

### Jogo de volta
| 27 de julho   | Atlético Nacional | 1 – 0     | Independiente del Valle | Estádio Atanasio Girardot, Medellín        |
| 19:45 (UTC−3) | Borja 8'          | Relatório |                         | Público: 47 000 Árbitro: ARG Néstor Pitana |

| Atl. Nacional | Ind. del Valle |

|                |    |                       |       |     |
|                |    |                       |       |     |
| G              | 25 | Franco Armani         |       |     |
| LD             | 2  | Daniel Bocanegra      |       |     |
| Z              | 26 | Davinson Sánchez      |       |     |
| Z              | 12 | Alexis Henríquez      |       |     |
| LE             | 19 | Farid Díaz            |       |     |
| V              | 13 | Alexander Mejía       |       |     |
| V              | 18 | Alejandro Guerra      | 39'   | 88' |
| A              | 28 | Orlando Berrío        |       |     |
| M              | 10 | Macnelly Torres       |       |     |
| A              | 29 | Marlos Moreno         |       | 76' |
| A              | 23 | Miguel Borja          | 73'   | 80' |
| Substituições: |    |                       |       |     |
| G              | 30 | Luis Enrique Martínez |       |     |
| Z              | 5  | Francisco Nájera      |       |     |
| Z              | 6  | Edwin Velasco         |       |     |
| M              | 8  | Diego Arias           |       | 88' |
| M              | 11 | Andrés Ibargüen       |       | 76' |
| M              | 22 | Gilberto García       |       |     |
| A              | 4  | Ezequiel Rescaldani   | 90+2' | 80' |
| Treinador:     |    |                       |       |     |
| Reinaldo Rueda |    |                       |       |     |

|                |    |                    |     |     |
|                |    |                    |     |     |
| G              | 1  | Daniel Azcona      |     |     |
| LD             | 20 | Christian Núñez    |     |     |
| Z              | 3  | Arturo Mina        |     |     |
| Z              | 4  | Luís Caicedo       |     |     |
| LE             | 23 | Emiliano Tellechea |     | 87' |
| M              | 18 | Jefferson Orejuela |     |     |
| M              | 15 | Mario Rizotto      | 28' |     |
| A              | 17 | Julio Angulo       |     | 71' |
| M              | 10 | Junior Sornoza     | 43' | 46' |
| A              | 11 | Bryan Cabezas      |     |     |
| A              | 19 | José Angulo        |     |     |
| Substituições: |    |                    |     |     |
| G              | 22 | Javier Nazareno    |     |     |
| Z              | 2  | Luis Fernando León |     |     |
| LE             | 6  | Luis Ayala         |     |     |
| M              | 16 | Jonathan Gonzáles  |     | 71' |
| M              | 27 | Dixon Arroyo       |     |     |
| A              | 7  | Jonny Uchuari      |     | 46' |
| A              | 25 | Miller Castillo    |     | 87' |
| Treinador:     |    |                    |     |     |
| Pablo Repetto  |    |                    |     |     |

| Assistentes: Ezequiel Brailovsky Ariel Scime Arbitros assistentes adicionais: Darío Herrera Germán Delfino Quarto árbitro: Iván Núñez |